# 小行星3798
小行星3798（3798 de Jager）是一颗绕太阳运转的小行星，为主小行星带小行星。该小行星于1977年10月16日发现。

## 轨道参数
小行星3798的轨道半长轴为2.1682494 UA，离心率为0.077。